# Morti nel 2021/Settembre
| Questa pagina contiene informazioni ricavate automaticamente dalle voci biografiche con l'ausilio del template Bio e di un bot. L'aggiornamento è periodico e automatico e ricostruisce completamente la pagina. Se manca una persona in questa lista, sei pregato di non aggiungerla, ma accertati piuttosto che la sua voce biografica contenga il template Bio e che i dati anagrafici siano correttamente compilati. Se il template Bio manca, inseriscilo tu stesso o, in alternativa, metti l'avviso {{tmp\|Bio}} che ne segnala la mancanza. Se i dati riportati sono sbagliati, correggi direttamente la voce biografica; le modifiche saranno visibili in questa lista entro pochi giorni. Per chiarimenti vedi il progetto biografie. La lista contiene solo le 206 persone che sono citate nell'enciclopedia e per le quali è stato implementato correttamente il template Bio. Pagina aggiornata al 18 ago 2025. |

- 1º settembre - Jean-Denis Bredin, avvocato e scrittore francese (n. 1929)
- 1º settembre - Anna Cataldi, giornalista, scrittrice e produttrice cinematografica italiana (n. 1939)
- 1º settembre - Paul Chillan, calciatore francese (n. 1935)
- 1º settembre - Jürgen Ciezki, sollevatore tedesco (n. 1952)
- 1º settembre - Daffney, wrestler statunitense (n. 1975)
- 1º settembre - George Martin, attore e sceneggiatore spagnolo (n. 1937)
- 1º settembre - Alessandro Martinengo, ispanista italiano (n. 1930)
- 1º settembre - Juan Rodríguez, calciatore cileno (n. 1944)
- 1º settembre - Leopoldo Serantes, pugile filippino (n. 1962)
- 2 settembre - Mad Clip, rapper statunitense (n. 1987)
- 2 settembre - Hans Antonsson, lottatore svedese (n. 1934)
- 2 settembre - Liliana Cano, pittrice italiana (n. 1924)
- 2 settembre - Daniele Del Giudice, scrittore italiano (n. 1949)
- 2 settembre - Keith McCants, giocatore di football americano statunitense (n. 1968)
- 2 settembre - Josephine Medina, tennistavolista filippina (n. 1970)
- 2 settembre - Ryan Sakoda, wrestler giapponese (n. 1972)
- 2 settembre - Mikīs Theodōrakīs, compositore e politico greco (n. 1925)
- 2 settembre - Aydın İbrahimov, lottatore sovietico (n. 1938)
- 3 settembre - Attilio Maseri, cardiologo e filantropo italiano (n. 1935)
- 3 settembre - Hans Ulrik Nørgaard-Nielsen, astronomo danese
- 3 settembre - Atanas Pejčinski, cestista bulgaro (n. 1935)
- 3 settembre - Shin'ichirō Sawai, regista e sceneggiatore giapponese (n. 1938)
- 4 settembre - Albert Giger, fondista svizzero (n. 1946)
- 4 settembre - Franco Graziosi, attore italiano (n. 1929)
- 4 settembre - Jörg Schlaich, ingegnere tedesco (n. 1934)
- 5 settembre - Ion Caramitru, attore, regista teatrale e politico rumeno (n. 1942)
- 5 settembre - Giovanni Cerri, filologo classico, grecista e traduttore italiano (n. 1940)
- 5 settembre - Sarah Harding, cantante, attrice e modella britannica (n. 1981)
- 5 settembre - Matej Marin, ciclista su strada sloveno (n. 1980)
- 5 settembre - Ivan Patzaichin, canoista rumeno (n. 1949)
- 6 settembre - Jean-Pierre Adams, calciatore francese (n. 1948)
- 6 settembre - Jean-Paul Belmondo, attore francese (n. 1933)
- 6 settembre - Nino Castelnuovo, attore italiano (n. 1936)
- 6 settembre - Sarolta Mogyorósi, cestista ungherese (n. 1937)
- 6 settembre - Frank Russell, cestista statunitense (n. 1949)
- 6 settembre - Adlai Stevenson III, politico statunitense (n. 1930)
- 6 settembre - Romano Taccola, calciatore italiano (n. 1935)
- 6 settembre - Michael Kenneth Williams, attore statunitense (n. 1966)
- 7 settembre - Carl Bean, cantante statunitense (n. 1944)
- 7 settembre - Aldo Pastega, calciatore svizzero (n. 1933)
- 7 settembre - Eiichi Yamamoto, regista cinematografico e sceneggiatore giapponese (n. 1933)
- 8 settembre - Antony Acland, diplomatico inglese (n. 1930)
- 8 settembre - Guido Caroli, pattinatore di velocità su ghiaccio italiano (n. 1927)
- 8 settembre - Gérard Farison, calciatore francese (n. 1944)
- 8 settembre - Dietmar Lorenz, judoka tedesco (n. 1950)
- 8 settembre - Juan Guillermo López Soto, vescovo cattolico messicano (n. 1947)
- 8 settembre - Aleksandr Mel'nik, regista russo (n. 1958)
- 8 settembre - Art Metrano, attore e comico statunitense (n. 1936)
- 8 settembre - Jordi Rebellón, attore spagnolo (n. 1957)
- 8 settembre - Roberto José Corrêa, cestista brasiliano (n. 1949)
- 8 settembre - Ludovico Vico, politico italiano (n. 1952)
- 8 settembre - Luís Villafuerte, politico filippino (n. 1935)
- 8 settembre - Evgenij Ziničev, politico e generale russo (n. 1966)
- 9 settembre - Urbain Braems, allenatore di calcio e calciatore belga (n. 1933)
- 9 settembre - Timothy Colman, imprenditore, funzionario e velista britannico (n. 1929)
- 9 settembre - Amanda Holden, musicista, librettista e traduttrice britannica (n. 1948)
- 9 settembre - Gene Littles, cestista, allenatore di pallacanestro e dirigente sportivo statunitense (n. 1943)
- 9 settembre - Danilo Popivoda, calciatore jugoslavo (n. 1947)
- 9 settembre - Roger Taylor, cestista statunitense (n. 1937)
- 10 settembre - Antonio Caballero Holguín, scrittore e giornalista colombiano (n. 1945)
- 10 settembre - Michael Chapman, cantante, musicista e cantautore britannico (n. 1941)
- 10 settembre - Jack Egers, hockeista su ghiaccio canadese (n. 1949)
- 10 settembre - Charles Konan Banny, politico e economista ivoriano (n. 1942)
- 10 settembre - Yacef Saadi, politico e rivoluzionario algerino (n. 1928)
- 10 settembre - Jorge Sampaio, politico portoghese (n. 1939)
- 10 settembre - André Zacharow, economista e politico brasiliano
- 11 settembre - Carlo Alighiero, attore, doppiatore e regista teatrale italiano (n. 1927)
- 11 settembre - Giulia Daneo Lorimer, musicista, violinista e cantante italiana (n. 1932)
- 11 settembre - Abimael Guzmán, terrorista peruviano (n. 1934)
- 11 settembre - Phùng Quang Thanh, generale e politico vietnamita (n. 1949)
- 11 settembre - Mick Tingelhoff, giocatore di football americano statunitense (n. 1940)
- 12 settembre - Fran Bennett, attrice statunitense (n. 1937)
- 12 settembre - Carlo Chendi, fumettista italiano (n. 1933)
- 12 settembre - John Shelby Spong, filosofo, teologo e educatore statunitense (n. 1931)
- 12 settembre - Bruce Spraggins, cestista statunitense (n. 1939)
- 12 settembre - Fabio Taborre, ciclista su strada italiano (n. 1985)
- 12 settembre - Iōannīs Theōnas, politico greco (n. 1940)
- 12 settembre - Gunnar Utterberg, canoista svedese (n. 1942)
- 12 settembre - Antonio Verini, politico italiano (n. 1936)
- 13 settembre - Anton Giulio Castagna, doppiatore, direttore del doppiaggio e dialoghista italiano
- 13 settembre - Don Collier, attore statunitense (n. 1928)
- 13 settembre - Oscar Fernandes, politico indiano (n. 1941)
- 13 settembre - Antony Hewish, astronomo britannico (n. 1924)
- 13 settembre - Borisav Jović, politico serbo (n. 1928)
- 13 settembre - Andrej Makeev, cestista sovietico (n. 1952)
- 13 settembre - Colin Urquhart, predicatore inglese (n. 1940)
- 14 settembre - David Yonggi Cho, pastore protestante sudcoreano (n. 1936)
- 14 settembre - Ladislav Lubina, hockeista su ghiaccio ceco (n. 1967)
- 14 settembre - Norm Macdonald, comico, sceneggiatore e attore canadese (n. 1959)
- 14 settembre - Jurij Sedych, martellista ucraino (n. 1955)
- 14 settembre - Paul Yeboah, attivista ghanese (n. 1970)
- 15 settembre - Philippe Adrien, regista teatrale, sceneggiatore e scrittore francese (n. 1939)
- 15 settembre - Lou Angotti, allenatore di hockey su ghiaccio e hockeista su ghiaccio canadese (n. 1938)
- 15 settembre - Fernando Mario Chávez Ruvalcaba, vescovo cattolico, filosofo e teologo messicano (n. 1932)
- 15 settembre - Robert Fyfe, attore scozzese (n. 1930)
- 15 settembre - Thomas Rudy, attore italiano (n. 1941)
- 15 settembre - Justín Javorek, allenatore di calcio e calciatore cecoslovacco (n. 1932)
- 15 settembre - Žana Lelas, cestista jugoslava (n. 1970)
- 15 settembre - Gavan O'Herlihy, attore irlandese (n. 1951)
- 15 settembre - Tullio Pironti, editore e pugile italiano (n. 1937)
- 15 settembre - Lili Pohlmann, superstite dell'Olocausto polacca (n. 1930)
- 16 settembre - Arnaldo Di Benedetto, critico letterario italiano (n. 1940)
- 16 settembre - Dušan Ivković, allenatore di pallacanestro e cestista serbo (n. 1943)
- 16 settembre - George Mraz, contrabbassista e sassofonista ceco (n. 1944)
- 16 settembre - Casimir Oyé-Mba, politico gabonese (n. 1942)
- 16 settembre - Margarita Ponomarëva, ostacolista e velocista sovietica (n. 1963)
- 16 settembre - Jane Powell, attrice, cantante e ballerina statunitense (n. 1929)
- 16 settembre - Clive Sinclair, imprenditore e inventore inglese (n. 1940)
- 16 settembre - Boet van Dulmen, pilota motociclistico olandese (n. 1948)
- 17 settembre - Sergio Borelli, giornalista italiano (n. 1923)
- 17 settembre - Abdelaziz Bouteflika, politico algerino (n. 1937)
- 17 settembre - Mario Camus, regista e sceneggiatore spagnolo (n. 1935)
- 17 settembre - Geisa Alini Campos da Silva de Oliveira, cestista brasiliana (n. 1979)
- 17 settembre - Kemal Kurspahić, giornalista bosniaco (n. 1946)
- 17 settembre - Alfonso Sastre, drammaturgo, scrittore e saggista spagnolo (n. 1926)
- 17 settembre - Tony Scott, calciatore inglese (n. 1941)
- 18 settembre - Julos Beaucarne, poeta, cantante e attore belga (n. 1936)
- 18 settembre - Erzsébet Botz, cestista ungherese (n. 1936)
- 18 settembre - Anna Chromy, scultrice e pittrice ceca (n. 1940)
- 18 settembre - Leo DeLyon, doppiatore statunitense (n. 1926)
- 18 settembre - Giuseppe Farinelli, storico della letteratura e critico letterario italiano (n. 1935)
- 18 settembre - Francesco Guizzi, giurista, magistrato e politico italiano (n. 1933)
- 18 settembre - Albert J. Raboteau, storico statunitense (n. 1943)
- 18 settembre - Chris Anker Sørensen, ciclista su strada danese (n. 1984)
- 19 settembre - James Bilbray, politico statunitense (n. 1938)
- 19 settembre - Sylvano Bussotti, compositore e artista italiano (n. 1931)
- 19 settembre - Jimmy Greaves, calciatore inglese (n. 1940)
- 19 settembre - András Ligeti, direttore d'orchestra e violinista ungherese (n. 1953)
- 19 settembre - Terry Long, calciatore e allenatore di calcio inglese (n. 1934)
- 19 settembre - Michèle Pialat, nuotatrice francese (n. 1942)
- 20 settembre - Colin Bailey, batterista britannico (n. 1934)
- 20 settembre - Sarah Dash, cantante statunitense (n. 1945)
- 20 settembre - Robert Deyber, pittore statunitense (n. 1955)
- 20 settembre - Willy Holzmüller, calciatore tedesco orientale (n. 1931)
- 20 settembre - Jan Jindra, canottiere cecoslovacco (n. 1932)
- 20 settembre - Aloys Jousten, vescovo cattolico belga (n. 1937)
- 20 settembre - Marina Miranda, attrice, comica e umorista brasiliana (n. 1930)
- 20 settembre - Carlo Vichi, imprenditore e dirigente d'azienda italiano (n. 1923)
- 21 settembre - Tommaso Avagliano, poeta, editore e scrittore italiano (n. 1940)
- 21 settembre - Sherwood Boehlert, politico statunitense (n. 1936)
- 21 settembre - Enea Cerquetti, politico italiano (n. 1938)
- 21 settembre - Romano Fogli, calciatore e allenatore di calcio italiano (n. 1938)
- 21 settembre - Willie Garson, attore statunitense (n. 1964)
- 21 settembre - Richard H. Kirk, musicista britannico (n. 1956)
- 21 settembre - Marcia Freedman, politica e attivista statunitense (n. 1938)
- 21 settembre - Anthony Michael Pilla, vescovo cattolico statunitense (n. 1932)
- 21 settembre - Melvin Van Peebles, attore, sceneggiatore e regista statunitense (n. 1932)
- 21 settembre - Moḥammed Ḥoseyn Ṭanṭāwī, politico e generale egiziano (n. 1935)
- 22 settembre - Eric Alfasi, allenatore di pallacanestro israeliano (n. 1972)
- 22 settembre - Abdelkader Bensalah, politico algerino (n. 1941)
- 22 settembre - Jean-Patrice Brosse, clavicembalista e organista francese (n. 1950)
- 22 settembre - Doğan Kuban, storico dell'architettura e restauratore turco (n. 1926)
- 22 settembre - Orlando Martínez, pugile cubano (n. 1944)
- 22 settembre - Roger Michell, regista britannico (n. 1956)
- 22 settembre - Jüri Tamm, martellista, politico e dirigente sportivo estone (n. 1957)
- 23 settembre - Kjell Askildsen, scrittore norvegese (n. 1929)
- 23 settembre - David H. DePatie, produttore cinematografico statunitense (n. 1929)
- 23 settembre - Gero Erhardt, regista e direttore della fotografia tedesco (n. 1943)
- 23 settembre - Edward Janiak, vescovo cattolico polacco (n. 1952)
- 23 settembre - Sue Thompson, cantante statunitense (n. 1925)
- 23 settembre - Jorge Liberato Urosa Savino, cardinale e arcivescovo cattolico venezuelano (n. 1942)
- 23 settembre - Nino Vaccarella, pilota automobilistico italiano (n. 1933)
- 24 settembre - Emanoul Aghasi, pugile iraniano (n. 1930)
- 24 settembre - Bert Baldwin, tastierista, cantante e polistrumentista statunitense (n. 1959)
- 24 settembre - Pee Wee Ellis, sassofonista, compositore e arrangiatore statunitense (n. 1941)
- 24 settembre - Eugeniusz Faber, calciatore polacco (n. 1939)
- 24 settembre - Paul Quilès, politico francese (n. 1942)
- 24 settembre - Takao Saitō, fumettista giapponese (n. 1936)
- 25 settembre - Len Ashurst, allenatore di calcio e calciatore inglese (n. 1939)
- 25 settembre - Théoneste Bagosora, militare ruandese (n. 1941)
- 25 settembre - Rodolfo Pietro Bollini, politico italiano (n. 1923)
- 25 settembre - Franco Di Giuseppe, politico italiano (n. 1941)
- 25 settembre - Marcello Diomedi, calciatore italiano (n. 1942)
- 25 settembre - Patricio Manns, cantautore, poeta e scrittore cileno (n. 1937)
- 25 settembre - Gianni Rossi, calciatore e allenatore di calcio italiano (n. 1936)
- 25 settembre - Mohamed Mehdi Yaghoubi, lottatore iraniano (n. 1930)
- 26 settembre - Leo Declerck, presbitero e storico belga (n. 1938)
- 26 settembre - José Freire Falcão, cardinale e arcivescovo cattolico brasiliano (n. 1925)
- 26 settembre - Kjersti Holmen, attrice norvegese (n. 1956)
- 26 settembre - Alan Lancaster, cantante e bassista inglese (n. 1949)
- 26 settembre - Marida Lombardo Pijola, giornalista e scrittrice italiana (n. 1956)
- 26 settembre - Giulia Mafai, costumista e scenografa italiana (n. 1930)
- 26 settembre - Ugo Malaguti, autore di fantascienza, editore e traduttore italiano (n. 1945)
- 27 settembre - Zuzanna Chwastek, cestista polacca (n. 1940)
- 27 settembre - Roger Hunt, calciatore inglese (n. 1938)
- 27 settembre - Boban Petrović, cestista jugoslavo (n. 1957)
- 27 settembre - Roberto Ronconi, calciatore italiano (n. 1928)
- 28 settembre - Karan Armstrong, soprano statunitense (n. 1941)
- 28 settembre - Pavlos Filippou, regista cinematografico, direttore della fotografia e montatore greco
- 28 settembre - Tommy Kirk, attore statunitense (n. 1941)
- 28 settembre - Malika del Marocco, principessa marocchina (n. 1933)
- 28 settembre - Achille Pace, pittore italiano (n. 1923)
- 28 settembre - Barry Ryan, cantante britannico (n. 1948)
- 28 settembre - Ray Snell, giocatore di football americano statunitense (n. 1958)
- 28 settembre - Michael Tylo, attore televisivo statunitense (n. 1948)
- 29 settembre - Ottavio Compagnoni, fondista italiano (n. 1926)
- 29 settembre - Hayko, cantante, cantautore e musicista armeno (n. 1973)
- 29 settembre - Lee McNeill, velocista statunitense (n. 1964)
- 29 settembre - François Verove, serial killer e poliziotto francese (n. 1962)
- 29 settembre - Alexandre José Maria dos Santos, cardinale e arcivescovo cattolico mozambicano (n. 1924)
- 30 settembre - Luigi Conti, arcivescovo cattolico italiano (n. 1941)
- 30 settembre - Carlisle Floyd, compositore statunitense (n. 1926)
- 30 settembre - Vladislav Lemiş, calciatore sovietico (n. 1970)
- 30 settembre - José Pérez Francés, ciclista su strada spagnolo (n. 1936)
- 30 settembre - Kōichi Sugiyama, compositore giapponese (n. 1931)
- 30 settembre - Wim Vriend, pallanuotista olandese (n. 1941)